# جان-بيار أومونت
جان-بيار أومونت (بالفرنسية: Jean-Pierre Aumont) هو كاتب سيناريو وممثل فرنسي، ولد في 5 يناير 1911 بباريس في فرنسا، وتوفي في 30 يناير 2001 في فرنسا بسبب نوبة قلبية. من الجوائز التي نالها صليب الحرب 1939-1945 (فرنسا).

## أعمال

### أفلام
- (1946) نبض القلب
- (1953) ليلي
- (1973) ليلة أمريكية

## جوائز
- صليب الحرب 1939-1945 (فرنسا)

## وصلات خارجية
- جان-بيار أومونت على موقع IMDb (الإنجليزية)
- جان-بيار أومونت على موقع روتن توميتوز (الإنجليزية)
- جان-بيار أومونت على موقع مونزينجر (الألمانية)
- جان-بيار أومونت على موقع ألو سيني (الفرنسية)
- جان-بيار أومونت على موقع ميوزك برينز (الإنجليزية)
- جان-بيار أومونت على موقع تيرنر كلاسيك موفيز (الإنجليزية)
- جان-بيار أومونت على موقع أول موفي (الإنجليزية)
- جان-بيار أومونت على موقع قاعدة بيانات برودواي على الإنترنت (الإنجليزية)
- جان-بيار أومونت على موقع قاعدة بيانات برودواي على الإنترنت (الإنجليزية)
- جان-بيار أومونت على موقع قاعدة بيانات الأفلام السويدية (السويدية)